# Anna Felder
Pour les articles homonymes, voir Felder.
Anna Felder, née le 30 décembre 1937 à Lugano et morte le 15 novembre 2023 à Aarau, est une écrivaine suisse.

## Biographie
Le père d'Anna Felder est suisse alémanique originaire de Willisau et sa mère est italienne de la province de Bergame. Au lycée de Lugano, elle a comme professeur de français le poète Pericle Patocchi. Après la maturité, elle étudie la romanistique à l'Université de Zurich et à Paris. Elle obtient son doctorat avec une thèse sur Eugenio Montale. Elle travaille ensuite jusqu'en 1999 en tant que professeure d'italien à l'Ancienne école cantonale d'Aarau.
Anna Felder écrit des romans, des nouvelles, des pièces de théâtre, des pièces radiophoniques en italien ; la plus grande partie est traduite en allemand. Elle vit et travaille à Aarau et à Lugano et elle est mère d'une fille, Caterina (née en 1976).

## Œuvres
Sa première œuvre en 1972, intitulée Le ciel est beau ici aussi (Tra dove piove e non piove) et parue d'abord en allemand en 1970, n'est traduite en français qu'en 2014. Il s'agit d'un roman retraçant le parcours d'une jeune enseignante travaillant auprès des enfants de personnes immigrées d'Italie dans les années 1960.
De par son métier d'enseignante, Anna Felder dispose de peu de temps pour écrire et se cantonne dans des formes d'écriture brève, devenant au cours de son parcours une marque de signature. Elle accorde plus d'importance à la musicalité de la langue qu'au récit en lui-même.
Italo Calvino souligne la qualité de son écriture dès son deuxième roman, La Disdetta, qui a pour personnage principal un chat. 
Son œuvre est récompensée par plusieurs prix, elle obtient notamment deux fois le prix Schiller en 1982 et 1998. En 2018, elle reçoit le Grand prix suisse de littérature,,. 
La Phonothèque nationale suisse détient un fonds d'archives sonores la concernant. 

### Prose
- (it) Tra dove piove e non piove, roman, 1972
- (it) La disdetta, 1974, traduction française par Florence Courriol-Seita : Sous l'œil du chat, Le Mesnil Mauger, Éditions Le Soupirail, 2018
- (it) Gli stretti congiunti, 1980
- (it) Nati complici, 1999
- (it) I sogni in barca, 2006
- (it) Le Adelaidi, 2007
- (it) Circolare, 2018

### Pièces radiophoniques
- (it) Eva o l'esercizio di pensiero, 1975
- (it) Tête-à-tête, 1976
- (it) La chiave di riserva, 1978

### Théâtre
- (it) L'accordatore, 1997
- (it) Domani pesce, 2003

## Prix et récompenses
- Prix Schiller 1982 (pour une de ses œuvres)
- Prix honorifique 1979 de la Fondation Martin-Bodmer
- Prix Schiller 1998 (prix pour l'ensemble de son œuvre revient total)
- Prix de littérature d'Argovie (de) 2004
- Grand prix suisse de littérature 2018